# Homaxinella brevistyla
Homaxinella brevistyla är en svampdjursart som beskrevs av Kazuo Hoshino 1981. Homaxinella brevistyla ingår i släktet Homaxinella och familjen Suberitidae.
Artens utbredningsområde är havet kring Japan. Inga underarter finns listade i Catalogue of Life.